# Xã Shepherd, Quận Walsh, Bắc Dakota
Xã Shepherd (tiếng Anh: Shepherd Township) là một xã thuộc quận Walsh, tiểu bang Bắc Dakota, Hoa Kỳ. Năm 2010, dân số của xã này là 37 người.